# Dirk Schuebel
Dirk Steffen Schuebel (n. 1965) este un diplomat și economist german. A fost șeful Delegației Uniunii Europene în Republica Moldova din noiembrie 2009 până la 4 aprilie 2013 când a fost înlocuit de Pirkka Tapiola.

## Biografie
Dirk Schuebel provine din Germania de Est, însă o mare parte din viață a trăit în Germania de Vest. Ca diplomat comunitar a activat în domeniul politologiei din Ungaria. Schuebel a servit în calitate de șef interimar al Delegației Comisiei Europene în Ucraina.
Ambasadorul Dirk Schuebel este al doilea șef al Delegației Uniunii Europene în Republica Moldova, după Cesare de Montis.